# Longjing (miasto)
Longjing (chiń. 龙井; pinyin Lóngjǐng; kor.: 룡정, Ryongjeong) – miasto na prawach powiatu w północno-wschodnich Chinach, w prowincji Jilin, na terenie koreańskiej prefektury autonomicznej Yanbian.
W 2009 roku powierzchnia całkowita Longjing wynosiła 2591 km². Liczba mieszkańców sięgała ok. 183 000, z czego 66,2% populacji stanowili Koreańczycy.
Miasto graniczy z północnokoreańskim miastem Hoeryŏng.
W mieście urodził się koreański poeta Yun Dong-ju.